# Physik Instrumente

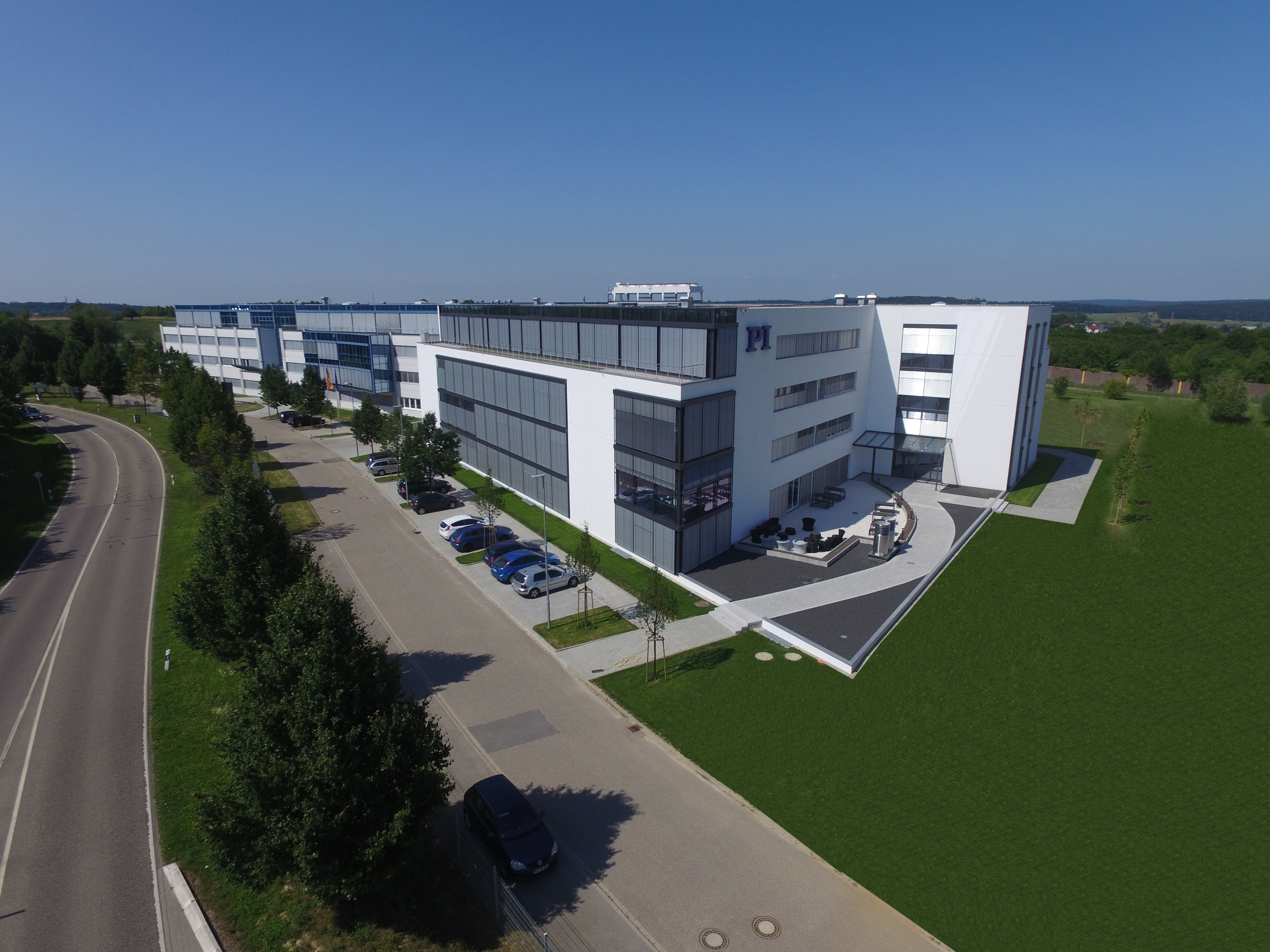
Firmengebäude bei Karlsruhe-Palmbach, im Vordergrund das neue Technologiezentrum (2017)

Physik Instrumente (PI) ist ein deutsches, privat geführtes Industrieunternehmen, das 1970 von Prof. Bardocz und weiteren Gesellschaftern als Spin-off der Max-Planck Gesellschaft gegründet wurde. Das Karlsruher Unternehmen liefert nanometergenaue Positioniertechnik.
In den Gründungsjahren war vor allem die Forschungs- und Hochschullandschaft Kunde des Unternehmens. Mittlerweile bedienen die Karlsruher auch die Halbleiterindustrie, die Automobilindustrie, die Biotech-Branche, den Maschinenbau, die Medizintechnik-Branche und die Prozessindustrie.
Seit 1970 entwickelt und fertigt Physik Instrumente Standard- und OEM-Produkte mit Piezo- oder Motorantrieben. Die Firma hat vier Sitze in Deutschland und fünfzehn ausländische Vertriebs- und Serviceniederlassungen auf drei Kontinenten.
Jüngstes Mitglied der Physik Instrumente Gruppe ist das israelische Unternehmen ACS Motion Control, das 2017 übernommen wurde.

## Unternehmensstruktur und Standorte
Der Stammsitz des Unternehmens liegt in Karlsruhe (Stadtteile Stupferich und Palmbach), Baden-Württemberg. Das Unternehmen ist privat geführt.
Vier Produktionsstandorte liegen in Deutschland:
- Karlsruhe, Baden-Württemberg: Stammsitz (seit 1977). Technologiezentrum und Produktion. Schwerpunkte: Positioniertechnologie mit unterschiedlichen Antriebsarten, Steuerungstechnik, Software, Systembau, Vertrieb
- Eschbach, Baden-Württemberg: Sitz der Tochterfirma PI miCos (seit 2011), ehemals micos GmbH. Technologieentwicklung und Produktion von magnetischen Antriebssystemen
- Rosenheim, Bayern: Entwicklung und Produktion von Steuerungselektronik
- Lederhose, Thüringen: Sitz der Tochterfirma PI Ceramic (seit 1992). Zentrum der Entwicklung und Produktion von piezoelektrischen Komponenten und Aktoren

Weitere Produktionsstandorte:
- Auburn, Massachusetts, USA: PI USA (seit 1987). Kundenspezifische Systeme
- Hopkinton, Massachusetts, USA: Ehemals Nelson Air (seit 2015). Entwicklung und Produktion von Luftlagertechnik
- Shanghai, China: Entwicklung und Produktion von Positioniertechnik, Sensorik und Ansteuerung
- Migdal Ha-Emek, Israel: ACS Motion Control (seit 2016). Entwicklung und Produktion von Industriesteuerungen

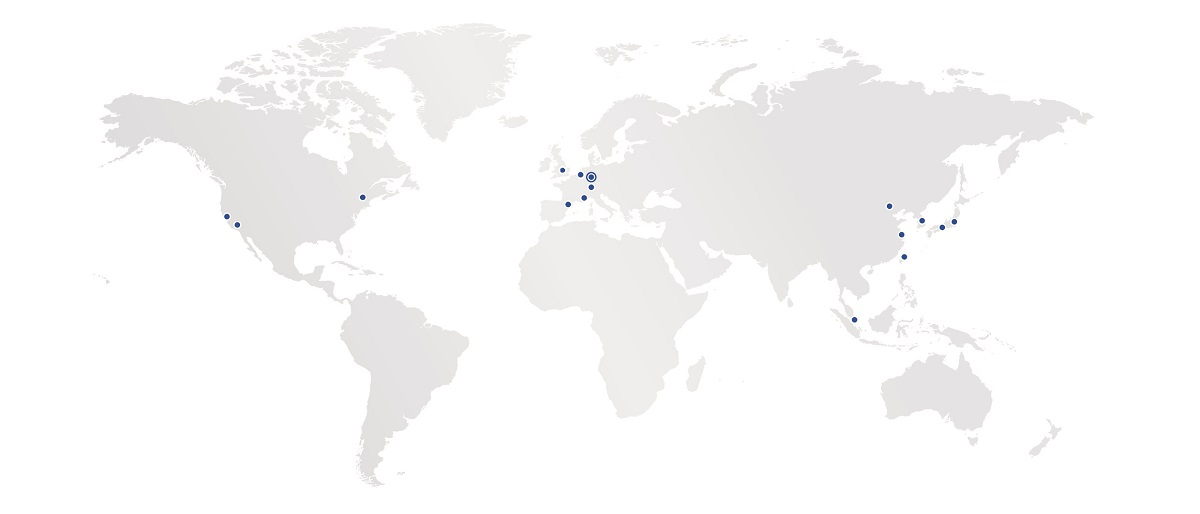
PI-Niederlassungen.

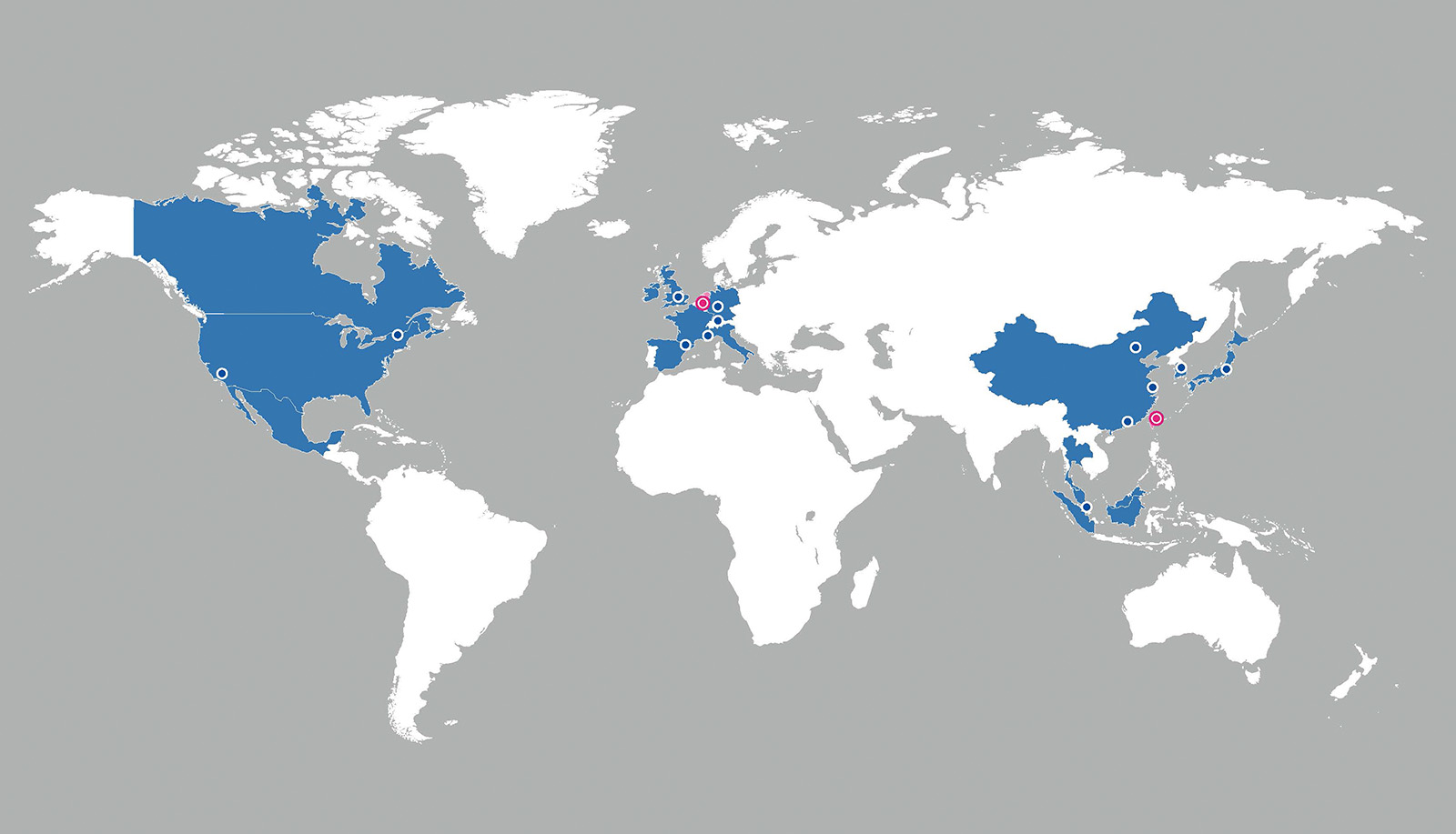
Niederlassungen nach Ländern; 2015 kamen Taiwan und Niederlande hinzu.

PI ist mit eigenen Vertriebs- und Serviceniederlassungen weltweit vertreten. Das Unternehmen unterhält Testausrüstungen für Nano-Metrologie in Europa, USA, und Asien. PI Shanghai und PI USA haben auch Entwicklungs- und Fertigungsressourcen vor Ort.

## Technologien
Der Tätigkeitsschwerpunkt von Physik Instrumente lag seit den 1970er Jahren in der Nutzung von Piezoantrieben für Bewegungssteuerung und Positionierung bis in den Nanometerbereich.
Physik Instrumente hat zur Erhöhung der Fertigungstiefe daher seit 1992 die Tochterfirma PI Ceramic, die die Piezokomponenten und Piezoaktoren herstellt, die in den Produkten von Physik Instrumente eingebaut sind.
In den letzten Jahren hat Physik Instrumente seine Forschungen auf Linearmotoren und verwandte Technologien wie Luftlager ausgeweitet. Die Kompetenz bei Industrie-Bewegungssteuerungen wurde durch Zukauf von Firmen unterstützt.

## Branchen
Die Technologien von Physik Instrumente werden in unterschiedlichen Anwendungen in Industrie und Wissenschaft genutzt. Zu den Märkten und Anwendungen von Physik Instrumente gehören:
- Photonik
- Halbleiterindustrie
- Industrielle Automatisierung
- Maschinenbau
- Messtechnik
- Scientific Instrumentation / Forschungseinrichtungen
- Astronomie
- Biotechnologie
- Mikroskopie
- Additive Fertigung

## Produktportfolio
Das Produktportfolio umfasst:
- Piezo-Nanopositioniertische
- Lineartische
- Linearaktoren
- Rotationstische
- Kreuztische
- Hexapoden
- Mehrkanal-Faserpositioniersysteme
- Piezoelektrische Komponenten und Aktoren
- Luftlager und Luftlagertische
- Controller und Treiberelektronik
- Sensoren

## Referenzen
In der Automobilindustrie arbeiten Roboter und Mensch zusammen. Das parallelkinematische System Hexapod (ein Arbeitsfeld der PI) gleicht mögliche Ungenauigkeiten des Roboterarms aus oder positioniert beispielsweise eine Autotür, damit Arbeiter weitere Arbeitsschritte ausführen können.
Durch piezoelektrisch erzeugte, schnelle Öffnungs- und Schließbewegungen gelingt es, unter Druck kleine Kunststofftropfen mit 0,2 bis 0,4 mm Durchmesser für 3D-Druck zu erzeugen.
Füllstandmessungen auf dem Prinzip der Laufzeitmessung eines von der jeweiligen Oberfläche reflektiert Schallimpulses arbeiten mit Piezowandlern, u. a. von PI hergestellt.
Röntgen-Spektroskopie mit Synchrotronstrahlung erfordert eine präzise geführte Röntgenoptik. Physik Instrumente lieferte für diesen Zweck eine kinematische Trägerplattform.
PI fertigt piezoelektrische Schreitantriebe, die nanometergenau positionieren können, hohe Haltekräfte, Spielfreiheit und Steifigkeit haben. Am Deutschen Elektronen-Synchrotron sind solche Aktoren zur Kompensation von Lorentzkräften im Einsatz.
In der Shanghai Synchrotron Radiator Facility steuern zwei Motor-Spindel-Tische die schweren Blenden für die Formung des Röntgenstrahles. Sie können Lasten von bis zu 800 N über 50 mm × 20 mm bewegen.
Das Extremely Large Telescope der Europäischen Südsternwarte (ESO) wird mit einem segmentierten Hauptspiegel von 39 m Durchmesser und einer Lichtsammelfläche von knapp 1000 m² das größte Teleskop im sichtbaren und nahen Infrarot-Wellenlängenbereich sein. Abbildungsfehler werden durch eine Positionierung und Verformung des segmentierten Hauptspiegels dynamisch korrigiert. Aktoren positionieren hierzu die Spiegelsegmente auf den Bruchteil der Wellenlänge des Lichtes zueinander. Hybrid-Antriebe, die einen Spindel-Motor-Antrieb mit einem piezoelektrischen Aktor kombinieren, leisten das. Physik Instrumente ist in das Vorhaben eingebunden.
Von PI gefertigte Fokussier-Einrichtungen für Mikroskopobjektive, beispielsweise zur Autofokussierung oder zur Aufnahme von Fokus-Serien, besitzen piezoelektrische Antriebe.

## Fertigung
Physik Instrumente fertigt in sieben eigenverantwortlichen Organisationseinheiten (Eigenbezeichnung Fraktale). Jedes Fraktal verantwortet eine eigene Produktlinie und verfügt über alle erforderlichen Produktionsmittel. Dabei handelt es selbständig und kontrolliert alle Prozesse von Auftragseingang und Materialbeschaffung über Montage und Qualitätstest bis hin zur Auslieferung. Die Vorteile der Fraktale sind schnellere Reaktion auf Kundenwünsche sowie kürzere Durchlaufzeiten.
Nach Thomas Bauernhansl/Fraunhofer IPA sei das Konzept sinnstiftend für viele Unternehmen des produzierenden Gewerbes.
Für die Montage und Vermessung von Werkstücken mit bis zu fünf Tonnen Masse verfügt Physik Instrumente über eine Schwerlasthalle. Als Montagefläche dient eine geschliffene Granitplatte mit einer Ebenheit von 3,8 µm. Luftdämpfungselemente entkoppeln die Granitplatte gegen Schwingungen von außen. So können die Achsen schon bei der Montage präzise zueinander ausgerichtet werden. Eine Hub-Drehvorrichtung ermöglicht es, Nutzlasten von bis zu sieben Tonnen stufenlos um 360 Grad zu drehen. Dadurch können z. B. Verhalten und Spezifikationen von Hochlast-Hexapoden qualifiziert werden.